# Hydraecia rubida
Hydraecia rubida är en fjärilsart som beskrevs av Tutt 1891. Hydraecia rubida ingår i släktet Hydraecia och familjen nattflyn. Inga underarter finns listade i Catalogue of Life.